# برگشتن (مجموعه تلویزیونی)
برگشتن (انگلیسی: Get Back) یک کمدی موقعیت بریتانیایی به نویسندگی موریس گران و لورنس مارکس است که برای دو مجموعه بین ۲۶ اکتبر ۱۹۹۲ و ۱۵ نوامبر ۱۹۹۳ در بی‌بی‌سی وان به نمایش درآمد.